# بيل غولدبيرغ
ويليام سكوت «بيل» غولدبرغ (من مواليد 27 ديسمبر 1966) هو لاعب كرة قدم سابق ومصارع أمريكي. ومن المعروف أن أول ظهوره له كان مع (WCW) بين عامي 1997 و2001، وفي المصارعة العالمية للترفيه (WWE) بين عامي 2003 و2004.
غولدبرغ هو بطل العالم مرتين: مرة واحدة بطل العالم مع WCW ومرة واحدة بطل العالم للوزن الثقيل في WWE، يتم التعرف عليه من قبل WWE على أنه أول بطل للعالم (undefeated world champion) في تاريخ مصارعة المحترفين. أول بطل ظفر بالبطولتين لحقه بعدل ذلك كريس بنواه وبوكر تي وهو بطل الولايات المتحدة للوزن الثقيل (مريتن) وبطل الافرقة الثنائية (مرة) مع بريت هارت.
قبل أن يصبح مصارع محترف كان غولدبرغ لاعب كرة قدم لكن الإصابة ابعدته وتقاعده من المصارعة، وقال أنه بدأ العمل كمعلق ومنذ عام 2010 أصبح وصاحب (كراج محل) على شبكة DIY.

## كرة القدم
غولدبرغ حصل على منحة دراسية للعب لجامعة جورجيا وقد استطاع الوصول لفريق كرة القدم حيث شغل منصب الدفاع وقد تم اختياره بعد ذلك للعب بدوري الاضواد NFL.
لعب لفريق لوس انجلوس رامس في موسم عام 1990، تلاها فريق اتلانتا فالكن لموسمين 1992-1994. بعد أن سرح من فريق اتلانتا فالكن تم اختياره في عام 1995 من قبل فريق التوسعة الجديدة كارولينا باثفايندر ولكن لم يلعب مع الفريق انتهت مسيرة غولدبرغ عندما أصيب بتمزق أسفل البطن من حوضه. كان لديه آمال في العودة إلى الدوري بعد إعادة التأهيل ولكن لم يصل إلى هدفه أبداً وانتهت أحلامه هنا.

## المصارعة المحترفة

### بطولة العالم للمصارعة(1997-2001) wcw

جولدبيرج ينفذ حركة جاكهامر ضد بروك ليسنر

في عام 1996 دخل جولدبيرج مجال مصارعة المحترفين ووقع عقده الاول مع اتحاد بطولة العالم للمصارعة ليبداء مسيرته التطويرية في دبليو سي دبليو وذلك بعد اكتشافه من قبل اثنين من كبار المصارعين في الشركة وهم ستينج وليكس لوغر ظهر لاول مرة في مباراة متلفزة كمصارع محترف 22 سبتمبر 1997، وحركته القاضية «جاك همر». خلال إعادة التأهيل lk الإصابة، بدأ غولدبرغ تعلم فنون الدفاع عن النفس. وكان قد رآه كلا من ليكس لوغر وستينج الذي حثه على محاولة مصارعة المحترفين على الرغم من أن ليس من محبي المصارعة الا انه رأها كبديل له عن حياته الكروية وبدأ التدريب في WCW .

### مسيرته في WWE
ظهر جولدبيرج لأول مرة في WWE بعد مهرجان راسلمينيا 19 عام 2003 في عرض رو بمدينة سياتل حيث هاجم ذا روك بضربة سبير لتبدا العداوة للتحضير لمباراة الأحلام بين وحش ونجم WCW الأول بيل جولدبيرج واسطورة WWE ذا روك لتختم العداوة بينهما في مهرجان باكلاش الذي انتصر به جولدبيرج لتبدا عداوة جولدبيرج مع النجم كريس جيريكو واقيمت مباراتهما في عرض باد بلود 2003 وانتصر بها جولدبيرج أيضا ليدخل جولدبيرج في دائرة التنافس على لقب العالم للوزن الثقيل مع حامله تربل اتش واستمرت العداوة بينهما لعدة أشهر تمكن جولدبيرج خلالها من انتزاع بطولة العالم للوزن الثقيل في مهرجان انفورغفن ليكون أول مصارع من WCW يفوز ببطولة العالم في اتحاد WWE وبعد ان خسر جولدبيرج حزامه لتربل اتش في مهرجان ارمجدون دخل في عدة عداوات قصيرة مع نجوم مثل مارك هنري وباتيستا.

### عداوته مع بروك ليسنر 2004
في عرض رويال رامبل 2004 حصلت مناوشة كلامية بين حامل لقب wwe بروك ليسنر وجولدبيرج خلف الكوالييس وكانت شبيهة بظهورهما معا في عرض سرفايفر سيريز عام 2003 وخلال مباراة الرويال رامبل دخل جولدبيرج بالرقم 30 وبدا المواجهة ليتدخل بروك ليسنر ليهاجم جولدبيرج من الخلف وينفذ حركة f5 عليه ليستغل كرت انجل الموقف ويقصي جولدبيرج من الرويال رامبل
وفي عرض نو وي اوت 2004 الخاص بسماك داون تدخل جولدبيرج ليسبب خسارة بروك ليسنر لحزام wwe لصالح ادي غيريرو لتحدد بينهما مباراة كان حكمها الخاص ستون كولد ستيف اوستن في مهرجان راسلمينيا 20 في قاعة ماديسن سكوير غاردن وانتصر فيها جولدبيرج ولكن لم تكن الجماهير تبدي أي اهتمام بالمباراة لعلمهم بان بروك ليسنر وجولدبيرج سيتركون اتحاد wwe بعد المباراة وخلال المباراة تعرض جولدبيرج وبروك ليسنر للاستجانات من الحضور وقام جولدبيرج بشتم الجماهير وترك اتحاد wwe غاضبا حيث كانت علاقته مع إدارة wwe متوترة

### عودته عام 2016
قامت شركة 2k للالعاب باختيار جولدبيرج ليكون نجم الطلب المسبق للعبة wwe 2k17 وخلال هذه الفترة كثرت الاقاويل عن عودة جولدبيرج لاتحاد wwe وانه تم انهاء الخلافات مع فينس مكمان وحدثت تصريحات قوية بين جولدبيرج وبروك ليسنر في وسائل الاعلام ليظهر بول هيمان في عرض الرو ليتحدى جولدبيرج لمواجهة جديدة مع بروك ليسنر في سرفايفر سيريس ليعود جولدبيرج لعرض الرو بعد غياب 12 سنة عن الحلبات وفي لحظة اسطورية تلقى جولدبيرج ترحيبا كبيرا وحارا من جماهير دينفر التي بدات بالهتاف باسمه ووافق جولدبيرج على تحدي بروك ليسنر وتم تحديد المباراة في عرض سرفايفر سيريس 2016 انتصر بها جولدبيرج في مدة دقيقة و26 ثانية في لحظة صادمة قام بتدمير بروك ليسنر ليكون ثاني من يهزم بروك ليسنر انتصاريين متتالين في العروض الشهرية وقام أيضا باقصاء بروك ليسنر في عرض رويال رامبل 2017 وحدثت مواجهة بينه وبين اندرتيكر خلال المبارة قبل ان يقوم باقصاءه

### فوزه ببطولة wwe العالمية 2017
تحدى جولدبيرج حامل اللقب كيفين اوينز لمباراة في عرض فاست لين 2017 وانتصر بها جولدبيرج بعد تدخل كريس جيريكو ليعود لدائرة الالقاب ثانية
وتحدى بروك ليسنر جولدبيرج لمباراة اخيرة بينهما في عرض راسلمينيا 33 وعلى لقب البطولة العالمية ل wwe وقدما مباراة اسطورية سيطر عليها جولدبيرج قبل ان يخطى في تنفيذ حركة سبير لينفذ بروك ليسنر عليه 10 حركات جورمن سوبلكس وf5 ليهزم بروك ليسنر جولدبيرج للمرة الأولى بعد 12 عام من بداية عداوتهما وبعد راسلمينيا ودع جولدبيرج جمهور wwe في لحظة مؤثرة وقدم خطاب والدموع في عينيه ولكنه لمح لعودته بقوله لا تقولوا مستحيل ابدا وبعدها بعام اعلنت wwe ان جولدبيرج سيتصدر قاعة المشاهير لعام 2018 وتم تقديمه من بول هيمان

## روابط خارجية
- بيل غولدبيرغ على موقع IMDb (الإنجليزية)
- بيل غولدبيرغ على موقع ميتاكريتيك (الإنجليزية)
- بيل غولدبيرغ على موقع روتن توميتوز (الإنجليزية)
- بيل غولدبيرغ على موقع ألو سيني (الفرنسية)
- بيل غولدبيرغ على موقع أول موفي (الإنجليزية)
- بيل غولدبيرغ على موقع قاعدة بيانات الأفلام السويدية (السويدية)
- بيل غولدبيرغ على موقع إن إن دي بي (الإنجليزية)
- بيل غولدبيرغ على موقع قاعدة بيانات الفيلم (الإنجليزية)
- بيل غولدبيرغ على موقع كينوبويسك (الروسية)
- بيل غولدبيرغ على موقع مرجع كرة القدم المحترفة.كوم (الإنجليزية)
- بيل غولدبيرغ على موقع دبليو دبليو إي (الإنجليزية)
- بيل غولدبيرغ على موقع WrestlingData.com (الإنجليزية)
- بيل غولدبيرغ على موقع CageMatch worker (الإنجليزية)
- بيل غولدبيرغ على موقع قاعدة بيانات المصارعة على الإنترنت (الإنجليزية)
- بيل غولدبيرغ على موقع قاعدة بيانات المصارعة على الإنترنت (الإنجليزية)
- بيل غولدبيرغ على موقع قاعدة بيانات المصارعة على الإنترنت (الإنجليزية)
- بيل غولدبيرغ على موقع عالم المصارعة على الإنترنت (الإنجليزية)
- بيل غولدبيرغ على موقع عالم المصارعة على الإنترنت (الإنجليزية)